# Monte del Forno
Il Monte del Forno (3.214 m s.l.m.) è una montagna dei Monti della Val Bregaglia nelle Alpi Retiche occidentali.

## Descrizione
Si trova lungo la linea di confine tra l'Italia e la Svizzera.

## Salita alla vetta
Si può salire sulla montagna partendo dalla Capanna del Forno (2.574 m).